# Trhový Štěpánov
Trhový Štěpánov là một thị trấn thuộc huyện Benešov, vùng Středočeský, Cộng hòa Séc.